# Kalholampi
Kalholampi är en sjö i kommunen Ruokolax i landskapet Södra Karelen i Finland. Arean är 34 hektar och strandlinjen är 4,19 kilometer lång. Sjön  ingår i Vuoksens huvudavrinningsområde.   Den ligger omkring 57 kilometer nordöst om Villmanstrand och omkring 260 kilometer nordöst om Helsingfors. 
I sjön finns ön Kalhosaari. 